# سرزمین کیر
سرزمین کیر مکانی است که در کتاب مقدس عبری ذکر شده و گفته می‌شود که آرامی‌ها از آنجا آمده‌اند. همچنین این محل، جایی است که تیگلات-پیلسر سوم از آشور پس از تصرف شهر دمشق و فتح پادشاهی پادشاهی آرام-دمشق اسیران آرامی را به آنجا برد (2 Kings 16:9؛ Amos 1:5؛ 9:7). در Isaiah 22:6 این مکان همراه با تمدن ایلام آمده که دلالت بر ارتباط میان این دو دارد. این «کیر» در شرق فرات یا دجله واقع شده است. برخی از پژوهشگران گمان کرده‌اند که کیر نوعی از کوش (سوسیانا) است که در جنوب تمدن ایلام قرار دارد. پژوهشگران دیگری معتقدند سرزمین کیر مکانی است در کارما، شهری باستانی در کرانه‌های رود ماردوس در ایران کنونی، یا منطقه‌ای در رود کورا در بخش‌های شمالی ارمنستان باستان. برخی از دانشمندان یهودی سرزمین کیر را در آیهی دکیرا، مکانی در شرق رود فرات و در نیمه‌راه بین عانة و بابل (دولت‌شهر)، نزدیک هیت (عراق) در عراق کنونی می‌دانند. آنها آزادسازی آرامیان از کیر را معادل گسترش غربی آنها در دوران پادشاهی متحد یا کنترلشان بر نینوا پس از فتح توسط تیگلات-پیلسر یکم در آیهی دکیرا می‌دانند.